# 德斯卡尔瓦杜
德斯卡尔瓦杜是巴西圣保罗州的一个市镇。总面积755.226平方公里，总人口29585人，人口密度39.2人/平方公里。